# Die Sch’tis in Paris – Eine Familie auf Abwegen
Die Sch’tis in Paris – Eine Familie auf Abwegen ist eine französische Filmkomödie von Dany Boon aus dem Jahr 2018. Nach Aussage des Regisseurs handelt es sich nicht um eine Fortsetzung seines Erfolgsfilms Willkommen bei den Sch’tis aus dem Jahre 2008.

## Handlung
Valentin und seine Gefährtin Constance sind beide renommierte Möbeldesigner und Innenarchitekten. Sie bereiten eine Retrospektive ihrer bisherigen Arbeiten im Palais de Tokyo in Paris vor. Aber es kommt anders als geplant.
Valentin stammt aus einer Familie aus dem Département Nord. Dies verschwieg er aber und behauptete, dass seine Mutter ihn nach seiner Geburt verlassen und im Waisenhaus abgegeben habe. Er trainierte sich auch die Sprache seiner Heimat ab. Nun kommen seine Mutter, sein Bruder, seine Schwägerin und seine Nichte überraschend in die Hauptstadt und suchen ihn in der Ausstellung auf.
Die Begegnung erschüttert Valentin. Kurz darauf hat er einen Unfall, den Constances Vater verursacht, mit einer Kopfverletzung. Er verliert sein Gedächtnis und kann sich nur an Geschehnisse erinnern, die geschahen, bevor er seine Heimat vor fünfundzwanzig Jahren verließ. Mit 17 Jahren hatte er einen Mofa-Unfall und er fühlt sich in die Zeit direkt nach diesem Unfall zurückversetzt – die Zwischenzeit ist von einer Amnesie überdeckt. Er spricht auch nicht mehr sein fehlerfreies Französisch, sondern die Sprache der Sch’tis.

## Produktion
Laut Dany Boon kamen ihm die ersten Ideen zu dem Film 2011. Der Trailer wurde am 20. Dezember 2017 auf YouTube veröffentlicht.

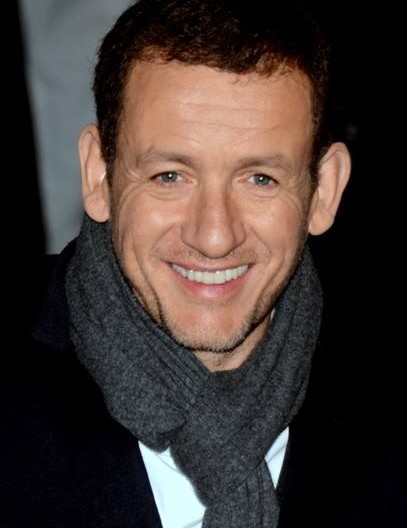
Dany Boon bei der Césarverleihung (2015)

### Vorproduktion
Die Sch’tis in Paris ist der sechste Spielfilm unter der Regie von Dany Boon. Boon ist auch der Hauptdarsteller und spielt mit zwei weiteren Schauspielerinnen aus dem Norden, Line Renaud und Valérie Bonneton, mit denen er bereits in anderen Filmen zusammenarbeitete. Auch bei der Besetzung weiterer Rollen castete er mit Pierre Richard sowie Guy Lecluyse aus Willkommen bei den Sch’tis und Nichts zu verzollen, Laurence Arné aus Nichts zu verschenken (Radin!, 2016) und François Berléand Schauspieler aus seinen vorherigen Filmen.

### Dreharbeiten
Die Dreharbeiten dauerten zehn Wochen. Sie fanden Anfang Sommer 2017 in der Nähe von Paris, insbesondere in der Cité du cinéma bei Saint-Denis sowie am Sommerende bei Hauts-de-France statt.

### Veröffentlichung
Der Film kam am 23. Februar 2018 im Norden Frankreichs heraus. Am 28. Februar 2018 folgten die übrigen Landesteile und am 22. März 2018 Deutschland.

### Synchronisation
Die Figur des Valentin wird in der deutschen Fassung von Christoph Maria Herbst gesprochen.